# Szlak rowerowy im. Mariana Raciborskiego
 Szlak rowerowy im. Mariana Raciborskiego przebiega po terenach związanych z dzieciństwem i młodością prof. Mariana Raciborskiego wybitnego biologa i botanika. Szlak znajduje się pod opieką ostrowieckiego oddziału PTTK im. Mieczysława Radwana.

## Trasa[1]
| Odległość | Atrakcje                           | Punkt                        | Ilustracja                               |
| --------- | ---------------------------------- | ---------------------------- | ---------------------------------------- |
| 0,00 km   | dwór · kościół · rezerwat roślinny | Bałtów                       | JuraPark w Bałtowie                      |
| 1,51 km   |                                    | Bałtów przystań Gierczakówka |                                          |
| 5,71 km   |                                    | Lemierze                     |                                          |
| 7,21 km   |                                    | Podgórze                     |                                          |
| 9,33 km   |                                    | Stoki Duże                   |                                          |
| 13,00 km  | dwór · zabytek techniki · kościół  | Ruda Kościelna               |                                          |
| 16,33 km  |                                    | Borownia                     |                                          |
| 18,30 km  |                                    | Smyków                       |                                          |
| 19,46 km  | ruiny                              | Podgrodzie                   | Ruiny zamku rycerskiego                  |
| 20,44 km  |                                    | Skała                        |                                          |
| 21,90 km  |                                    | Przepaść                     |                                          |
| 24,83 km  | ruiny · kaplica · muzeum           | Ćmielów Rynek                | Figura św. Floriana na Rynku w Ćmielowie |
| 25,45 km  |                                    | Ćmielów Urząd Miasta i Gminy |                                          |
| 27,00 km  |                                    | Brzóstowa                    |                                          |